# 유스타키오관
유스타키오관(영어: Eustachian tube), 귀관(영어: auditory tube), 이관(耳管), 귀인두관(영어: pharyngotympanic tube) 또는 은 비인두 공간과 가운데귀를 이어주는 관이다. 대기 압력과 가운데귀의 압력차이를 완화하는 역할을 한다. 성인 인간에서 유스타키오관은 약 35mm(1.4인치) 길이와 3mm(0.12인치) 직경을 가진다. 16세기 이탈리아 해부학자 바르톨로메오 에우스타키의 이름을 따서 명명되었다.
인간을 포함한 네발동물에서 가운데귀와 바깥귀길(외이도)은 일반적으로 공기로 채워져 있다. 그러나 바깥귀길의 공기는 신체 외부의 대기와 직접적으로 연결되어 있는 반면, 가운데귀의 공기는 그렇지 않다. 따라서 외이도와 가운데귀 사이에 압력 차이가 발생할 수 있다. 유스타키오관은 일반적으로 닫혀 있으나, 삼키기나 양압(陽壓)에 의해 열리면서 가운데귀의 압력이 대기압과 같아지도록 조절된다.
비행기가 이륙할 때 주변 대기압은 지상에서 높은 상태에서 하늘로 올라가면서 낮아진다. 이에 따라 가운데귀의 공기는 팽창하여 코와 입으로 빠져나가게 된다. 반대로 착륙할 때는 가운데귀의 공기 부피가 줄어들며 약간의 진공 상태가 발생한다. 비행기의 하강 시에는 가운데귀와 외부 대기압의 균형을 맞추기 위해 삼키기나 발살바법(Valsalva maneuver)과 같은 능동적인 유스타키오관 개방이 필요한데, 이를 이퀄라이징이라고 한다.
스쿠버 다이버도 이와 같은 압력 변화를 경험하지만, 압력 변화의 속도가 훨씬 더 빠르기 때문에 더 자주 유스타키오관을 열어 압력을 조절해야 한다. 이는 다이버가 더 깊은 곳으로 내려갈수록 더 높은 압력 환경에 놓이기 때문이다.

## 기능

### 압력 평형
정상적인 상황에서 인간의 유스타키오관은 닫혀 있지만, 가운데귀와 외부 대기압의 차이를 조절하여 손상을 방지하기 위해 소량의 공기를 통과시킬 수 있도록 열릴 수 있다. 압력 차이는 고막과 이소골의 움직임을 감소시켜 일시적인 전도성(conductive) 난청을 유발할 수 있다. 이러한 압력 차이를 해소하기 위해 하품, 삼키기, 껌 씹기 등의 방법으로 유스타키오관을 의도적으로 열어 압력을 평형시킬 수 있다. 이 과정에서 작은 '딸깍' 소리가 들리는데, 높은 곳을 갈 때 익숙하게 경험할 수 있는 현상이다.
이퀄라이징을 돕기 위한 장치로는 코에 대고 양압으로 공기를 주입하는 임시 풍선 장치 등이 있으며, 이를 통해 유스타키오관을 열 수 있다. 일부 사람들은 스스로 유스타키오관을 열어 한쪽 또는 양쪽 귀에서 '딸깍' 소리를 내는 방법을 배운다. 이는 비행기 상승·하강, 산악 운전, 엘리베이터 이용 등 압력 변화가 발생할 때 압력을 조절하기 위한 일종의 기법이다. 어떤 사람들은 유스타키오관을 의도적으로 짧은 시간 동안 열어두거나 가운데귀의 공기 압력을 증가 또는 감소시키는 능력을 갖기도 한다. 이러한 '딸깍' 소리는 다른 사람의 귀에 자신의 귀를 가까이 대면 들을 수 있다. 이러한 능력은 처음에는 하품이나 삼키기와 같은 자연스러운 동작을 통해 발견되지만, 연습을 통해 압력 변화가 없는 상황에서도 무리 없이 의도적으로 수행할 수 있다.

### 점액 배출
유스타키오관은 또한 가운데귀의 점액을 배출하는 기능을 한다. 상기도 감염이나 알레르기로 인해 유스타키오관 또는 그 주변 점막이 부어오르면, 액체가 갇혀 박테리아가 증식할 수 있는 환경이 되어 가운데귀염(중이염)을 유발할 수 있다. 이러한 부종은 슈도에페드린, 옥시메타졸린, 페닐에프린과 같은 충혈 완화제로 완화시킬 수 있다.
어린이는 유스타키오관이 수평에 가깝고 더 짧으며, 지름도 좁기 때문에 박테리아가 쉽게 침입하고 액체의 이동이 어려워 가운데귀염에 더 취약하다. 또한, 면역 체계가 발달하는 중이고, 위생 습관이 성인보다 부족하기 때문에 상기도 감염에 더 쉽게 노출된다.